# Hilda Bernard

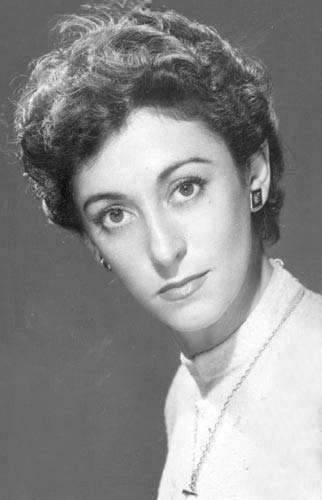
Hilda Bernard (1960er)

Hilda Sarah Bernard (* 29. Oktober 1920 in Puerto Deseado; † 20. April 2022 in Buenos Aires) war eine argentinische Schauspielerin. Sie zählte mit ihrer acht Jahrzehnte umfassenden Karriere zu den bekanntesten Fernsehpersönlichkeiten ihres Landes.

## Leben
Hilda Bernard wurde 1920 in Puerto Deseado in der Provinz Santa Cruz geboren. Ihr Vater stammte aus Großbritannien, ihre Mutter aus Österreich. Bernard hat zwei Brüder, die professionelle Rugbyspieler wurden. Nach ihrem Schulabschluss besuchte Bernard das National Conservatory of Dramatic Art, verließ dieses jedoch nach kurzer Zeit wieder. Dann nahm sie Schauspielunterricht bei verschiedenen Schauspielern und Regisseuren.
1941 erhielt Bernard ihre ersten Rollen am Teatro Cervantes in Buenos Aires. Ab 1942 war sie in Radioproduktionen von Radio El Mundo zu hören, wo sie während der kommenden Jahren tätig blieb. Ihre erste Filmrolle erhielt Bernard 1952 in Mala Gente. Popularität erlangte sie zudem durch ihre Auftritte in frühen argentinischen Fernsehserien.
Den Höhepunkt ihrer Karriere hatte Bernard ab den 1960er-Jahren mit Auftritten in zahlreichen argentinischen Telenovelas und Filmen. Zu ihren bekanntesten und meistverkörperten Rollen zählt die der Amanda Viale in 272 Folgen der Telenovela Malevo aus den Jahren 1972 bis 1973 sowie von 1995 bis 1997 die der Carmen Morán in mehr als dreihundert Folgen von Chiquititas. Von 2002 bis 2003 war Bernard in 75 Folgen als Hilda Acosta in der Telenovela Rebelde Way – Leb dein Leben zu sehen, die auch im deutschsprachigen Raum ausgestrahlt wurde. 2004 spielte sie eine der Hauptrollen an der Seite von Faye Dunaway in dem Mysterythriller Jennifer’s Shadow. Neben ihrer Film- und Fernsehkarriere war Bernard zudem weiterhin als Theaterschauspielerin tätig.
2013 musste sie ihre Karriere nach Rollen in insgesamt mehr als 80 Filmen und Fernsehserien wegen eines Schlaganfalls beenden, trat aber weiterhin gelegentlich in der Öffentlichkeit auf. Bernards Laufbahn als Film- und Fernsehschauspielerin dauerte über 70 Jahre an und zählte zu den längsten ihres Landes. Sie war zweimal verheiratet und hat eine 1951 geborene Tochter. Hilda Bernard starb am 20. April 2022 im Alter von 101 Jahren.

## Filmografie (Auswahl)
- 1952: Mala Gente
- 1956: Historia de una soga
- 1956: Enigma de mujer
- 1972–1973: Malevo (Fernsehserie, 272 Folgen)
- 1985: María de nadie (Fernsehserie, 219 Folgen)
- 1986: Diapasón
- 1989: Corps perdus – Verlorene Körper (Corps perdus)
- 1991: Manuela (Fernsehserie, 228 Folgen)
- 1995–1997: Chiquititas (Fernsehserie, 311 Folgen)
- 2001: Animalada
- 2002–2003: Rebelde Way – Leb dein Leben (Rebelde Way; Fernsehserie, 75 Folgen)
- 2004: Jennifer’s Shadow
- 2005–2006: Se dice amor (Fernsehserie, 255 Folgen)
- 2008: Los exitosos Pells (Fernsehserie, 77 Folgen)
- 2012: El Tabarís, lleno de estrellas (Fernsehfilm)